# Port lotniczy Bangalore
Port lotniczy Bangalore – port lotniczy położony w Bengaluru, w stanie Karnataka. Do otwarcia 30 marca 2008 portu lotniczego Bengaluru był jednym z największych w Indiach.